# Det ontologiske gudsbevis
 Denne artikel bør gennemlæses af en person med fagkendskab for at sikre den faglige korrekthed.

Det ontologiske gudsbevis er et bevis for guds eksistens formuleret af skolastikkens filosof Anselm af Canterbury.
Beviset er muligvis det mest diskuterede overhovedet af alle forsøg på at bevise Guds eksistens i filosofiens historie.

## Beviset
Beviset går ud på, at alle har en forståelse af begrebet Gud. Dem der bekræfter Guds eksistens har selvfølgelig en forståelse af begrebet, da de anvender det, men også dem der ikke bekræfter Guds eksistens, har en forståelse af begrebet, da de ellers ikke ville vide, hvad de ikke bekræftede. Der er dog forskel på, om man har forståelse af et begreb, og om man har forståelse af, at det man har begreb om, også eksisterer. Man kan forestille sig at have forståelse af begrebet 'enhjørning', men på samme tid også have forståelse af, at dette ikke er et begreb om noget eksisterende. Men selve begrebet om Gud indebærer også Guds eksistens, da der ikke kan tænkes noget mere fuldkomment end Gud. Og så snart man har en forståelse af begrebet "det, mere fuldkomment end hvilket intet kan tænkes", så vil man samtidig også forstå, at det man har begreb om, eksisterer. For hvis det ikke eksisterede, ville man i alle tilfælde kunne tænke sig, at det eksisterede, og i så fald ville det begreb, der var om noget, der eksisterede, være mere fuldkomment end det begreb, der ikke var det. Det er ret og sagt en modsigelse at hævde, at begrebet "det, hvilket intet større kan tænkes" ikke er et begreb om noget, der eksisterer. Ergo eksisterer Gud.

## Kritik af beviset

### Gaunilo
En kritik af gudsbeviset kom fra munken Gaunilo der levede samtidig med Anselm. Gaunilo sagde, at da han også kunne forestille sig den mest fuldkomne ø, så må denne ø også eksistere ifølge argumentet. Anselm svarer dog til dette, at begrebet om dét, der er så fuldkomment, at noget mere fuldkomment ikke kan tænkes, ikke blot er et begreb om noget virkeligt eksisterende, men også nødvendigvis må være det. Det er simpelthen umuligt at tænke sig, at det ikke er det, hvilket det ikke er ved den mest fuldkomne ø, som man snildt kan tænke sig ikke at eksistere. Begrebet "det, mere fuldkomment end hvilket intet kan tænkes"s ikke-eksistens er med andre ord en umulighed, hvorimod begrebet "den mest fuldkomne ø"s ikke-eksistens er en mulighed, da man snildt kan tænke sig det.

### Immanuel Kant
Kant kritiserede beviset ved at sige, at "eksistens" ikke er et prædikat, hvilket er hvad Anselms bevis hviler på. Anselm påstår netop, at et begreb om noget, der eksisterer, er mere fuldkomment end et begreb om noget, der ikke eksisterer. Grunden til, at begrebet "eksistens" ifølge Kant ikke er et prædikat er, at et prædikat bruges til at karakterisere en bestemt begreb, uafhængigt af om dette begreb faktisk eksisterer. Hvis man for eksempel siger "Julemanden er tyk", så giver man julemanden et bestemt prædikat: tyk. Men dermed siger man ikke noget om, hvorvidt dette begreb - julemanden - eksisterer. Hvis man omvendt siger "julemanden eksisterer", så siger man ikke noget om hans egenskaber - tyk, godmodig, mandlig, osv. Man siger derimod noget om, hvor man "placerer" begrebet julemanden - om man placerer "julemanden" i området for det eksisterende eller i området for det ikke-eksisterende. Der er altså tale om et placeringsspørgsmål. En normal voksen kristen vil for eksempel placere begrebet Gud i området for det eksisterende, men vil placere begrebet julemanden i området for det ikke-eksisterende.
"Eksistens" er altså ikke et prædikat. "Fuldkommen" er derimod et prædikat. Men man kan ikke slutte fra at begrebet "Gud" har prædikatet "fuldkommen" til at begrebet svarer til noget virkeligt.